# Csanádi Sámuel
Csanádi Sámuel, született Klauber Sámuel (Battonya, 1863. június 7. – Kecskemét, 1887. március 10.) ügyvédjelölt és Budapest fővárosi adófelügyelőségi gyakornok.

## Élete
Battonyán született Klauber János (Jónás) és Schmidt Berta (Babetta) fiaként. A kecskeméti Katona József-szobor leleplezésekor írt egy pár lelkesült cikket Katona Józsefről a Kecskeméti Lapokba (1883.), melynek munkatársa volt. Innen a fővárosba ment, ahol befejezte jogi tanulmányait, majd Zemplénbe ment nevelőnek, ahol Kazinczy Gábor irodalmi hagyatékával ismerkedett meg és annak életrajzához gyűjtötte az adatokat, de munkája bevégzetlen maradt.

## Munkái
Irodalomtörténeti és esztétikai cikkeket írt még a Vasárnapi Ujságba (1884–85. Horváth Cyrill; Petőfi műveiben a profetizmus; Vas Gereben); Fővárosi Lapokba (1883–85.), Egyetértésbe (1886. 176. sz.). Nemzetbe (1886. 190. sz.) és Ország Világba (1888.)